# Duché de Ferrare

Armoiries des Este à partir de 1471.

Le duché de Ferrare (1471-1598) est un ancien État italien qui occupait territorialement une partie de l'actuelle Émilie-Romagne.

## LeDucatus Ferrariaeau haut Moyen Âge
L'antique Ducatus Ferrariae est nommé pour la première fois en 755 au temps du roi lombard Didier et faisait partie des territoires de l'exarchat de Ravenne (la Romània, aujourd'hui Romagne), et donc des domaines de l'Église. C'est par le souverain pontife que le marquis Tedald de Canossa obtient, en 984, le duché pour lui et ses héritiers après paiement d'un tribut. La fin des Canossa se produit avec la mort, en 1115, de la grande comtesse Mathilde de Canossa, alors qu'à Ferrare nait et se consolide l'institution communale qui met fin à l'antique duché.

## Ferrare de la commune à lasignoriades Este
La libre commune de Ferrare vit à peu près 100 ans. À partir de 1264, la signoria de la maison d'Este, partisane des Guelfes, s'instaure et étend sa domination aussi sur les territoires de Modène et Reggio d'Émilie. Ferrare et ses territoires font partie des États pontificaux, alors que Modène et Reggio font partie du Saint-Empire romain germanique ; ainsi les seigneurs d'Este sont vassaux du pape pour le territoire de Ferrare et de l'empereur pour les territoires de Modène et Reggio.

## Le duché
C'est en 1471 que le marquis Borso d'Este (qui depuis 1452 était déjà duc de Modène et Reggio) obtient du pape Paul II le titre ducal pour Ferrare, peu avant sa mort. Après Borso, se succèdent :
- Hercule Ier (1471-1505)
- Alphonse Ier (1505-1534)
- Hercule II (1534-1559)
- Alphonse II (1559-1597)

Le territoire du duché de Ferrare inclut, en plus de l'actuelle province de Ferrare, la Transpadana Ferrarese (aujourd'hui dans la province de Rovigo), et suivant les périodes la dénommée Romagna d'Este (aujourd'hui dans la province de Ravenne).

## Le passage du duché de Ferrare aux États pontificaux
L'interruption de la lignée dynastique avec Alphonse II, qui n'a pas de fils légitime, est le prétexte pour le pape Clément VIII de prendre possession des fiefs de Ferrare. Ceux-ci ne reconnaissent pas la succession d'Alphonse par César d'Este, de la branche de Montecchio, succession également invalide pour le Pape.
La branche de Montecchio remonte à Alphonse d'Este, fils du duc Alphonse Ier et de Laura Dianti. La relation entre Alphonse Ier et Laura Dianti a lieu après le décès de la femme légitime du duc, Lucrèce Borgia, de laquelle sont nés trois héritiers mâles légitimes. Il n'est pas certain qu'Alphonse Ier ait épousé Laura Dianti avant de mourir. À Alphonse, son père donne les terres de Montecchio, dans le territoire reggiano. En 1549, Alphonse de Montecchio épouse Giulia Della Rovere (fille du duc d'Urbin François Marie Ier della Rovere), qui donne naissance à César (1562-1628). Le 13 octobre 1562, l'empereur Ferdinand Ier élève le territoire de Montecchio en marquisat.
En 1598, César d'Este-Montecchio est le dernier héritier mâle de la maison d'Este, mais Clément VIII ne reconnait pas de lien marital entre Alphonse Ier et Laura Dianti, délégitimant ainsi toute la branche des Montecchio ; il s'appuie alors sur une bulle pontificale de Pie V qui excluait des successions des fiefs pontificaux les descendants illégitimes. Il en va différemment pour le duché de Modène et Reggio, fief impérial, pour lequel l'empereur Rodolphe II considère légitime la succession de César. César d'Este s'autoproclame alors duc de Ferrare ; mais sous la menace d'une excommunication par le pape, et la présence de l'armée pontificale stationnée à Faenza, il décide d'y renoncer. Les Este restent ducs du seul duché de Modène et Reggio, choisissant Modène comme nouvelle capitale de l'État.
Ainsi se produisit la dévolution du duché de Ferrare aux États pontificaux. La légation conserva le nom de duché, mais celui-ci devint en réalité une province frontalière des États pontificaux.

## Source
- (it) Cet article est partiellement ou en totalité issu de l’article de Wikipédia en italien intitulé « Ducato di Ferrara » (voir la liste des auteurs).